# Wojownik gwiazdy północy
Wojownik gwiazdy północy (oryg. Fist of the North Star) – amerykański film sztuk walki na podstawie mangi Pięść Gwiazd Północy autorstwa Buronsona i Tetsuo Hary. Za reżyserię odpowiadał Tony Randel, który wspólnie z Peterem Atkinsem napisał także scenariusz. Premiera w Japonii odbyła się 22 kwietnia 1995, natomiast w Stanach Zjednoczonych film został wydany 2 lutego 1996.

## Fabuła
Po III wojnie światowej świat pogrążył się w anarchii i chaosie. Woda stała się rzadkością, a reszta ludzkości walczy o przetrwanie. Dwie przeciwstawne szkoły sztuk walki, Gwiazda Północy i Krzyż Południa, obie dążące do przywrócenia porządku na świecie, popadły wcześniej w chaos, gdy adept Krzyża Południa, Shin, zbuntował się przeciwko swoim mistrzom i zabił mistrza Gwiazdy Północy, Ryukena, w wyniku czego Kenshiro został jej jedynym spadkobiercą. Shin następnie ruszył na Kenshiro, pokonał go i zostawił na śmierć, wycinając w jego klatce piersiowej siedem blizn w kształcie Wielkiego Wozu. Shin porwał również narzeczoną Kenshiro, Julię, zamykając ją w swojej wieży. Od tego czasu Shin rządzi światem żelazną ręką poprzez milicję zwaną Ludźmi Krzyża, dowodzoną przez Jackala, bezwzględnego pachołka, którego nabrzmiała głowa jest owinięta skórzanymi bandażami po tym, jak Kenshiro zniekształcił ją we wcześniejszej walce.
W obecnych czasach, Kenshiro, który przeżył atak Shina, błąka się po pustkowiu bez celu. Po wybiciu gangu dowodzonego przez bandytę Zeeda, który zaatakował gospodarstwo, które dało mu schronienie na noc, Kenshiro kontynuuje podróż w kierunku miasteczka Paradise Valley, które jest domem jednego z nielicznych pozostałych źródeł czystej wody. Tam spotyka rodzeństwo sierot, Bata i Lynn. Po użyciu techniki punktu nacisku, aby przywrócić Lynn wzrok, który straciła po tym, jak widziała, jak Ludzie Krzyża zamordowali jej rodziców, Kenshiro odchodzi, ignorując jej prośbę, by pozostał i ich chronił. Bat podąża za Kenshiro, próbując przekonać go, by dołączył do zorganizowanego ruchu oporu przeciwko najazdom Ludzi Krzyża, ale bezskutecznie.
Ludzie Krzyża najeżdżają Paradise Valley i zajmują miasto, przejmując studnię. Jackal wydaje rozkaz wykonania wyroku śmierci na Lynn za bunt, ale wstrzymuje go, gdy Lynn wspomina Kenshiro, biorąc ją zamiast tego na więźnia, aby wymusić informacje o miejscu pobytu Kenshiro. Gdy krzyki Lynn dochodzące z daleka rozbrzmiewają w głowie Kenshiro, ten postanawia wrócić: razem z Batem infiltrują zajęte miasto i uwalniają Lynn, ale Bat zostaje śmiertelnie ranny w walce z Jackalem. Kenshiro oszczędza Jackala i wysyła go z powrotem do Shina, by ogłosił jego przybycie.
Na rozkaz Shina, Jackal zabiera Julię do piwnicy wieży, by ukryć ją przed Kenshiro. Tam rozpoczyna grę w kotka i myszkę, próbując zgwałcić i zabić Julię. Kenshiro włamuje się do wieży Shina i stawia mu czoła w sali tronowej. Gdy Kenshiro zdobywa przewagę w nadchodzącej konfrontacji, Shin kłamie o losie Julii i wykorzystuje szok Kenshiro, by go pokonać. Jednak po dostrzeżeniu pąka, który wyrósł z nasiona, które wcześniej dał Julii, Kenshiro odzyskuje nadzieję i pokonuje Shina, zabijając go. Po uwolnieniu się od Jackala poprzez zdjęcie jego bandaży, co powoduje, że jego głowa puchnie i wybucha, Julia wraca do Kenshiro. Ocalali Ludzie Krzyża kłaniają się Kenshiro i Julii w geście szacunku.

## Obsada
Opracowano na podstawie źródła.
- Gary Daniels jako Kenshiro
- Costas Mandylor jako Lord Shin
- Chris Penn jako Jackal
- Isako Washio jako Julia
- Melvin Van Peebles jako Asher
- Downtown Julie Brown jako Charlotte „Charlie”
- Dante Basco jako Bat
- Tracey Walter jako Paul McCarthy
- Clint Howard jako Stalin
- Big Van Vader jako Goliath
- Paulo Tocha jako Stone
- Malcolm McDowell jako Ryuken
- Nalona Herron jako Lynn
- Bill Nagel jako Miner
- Andre Rosey Brown jako Sandman
- Rowena Guinness jako Jill McCarthy
- Michael Charles Friedman jako Neuter
- Nils Allen Stewart jako Zeed
- Tony Halme jako Kemp
- David „Shark” Fralick jako mężczyzna w pałacu
- George Kee Cheung jako Neville
- Michael Franco jako człowiek Crossa z AWOL
- David Loo jako człowiek Crossa z AWOL
- Susan French jako stara kobieta
- Chris DeRose jako Oswald
- Darryl Chan jako Novack
- Marisa Coughlan jako Jenny
- Kate Geer jako matka